# Belyj Gorod

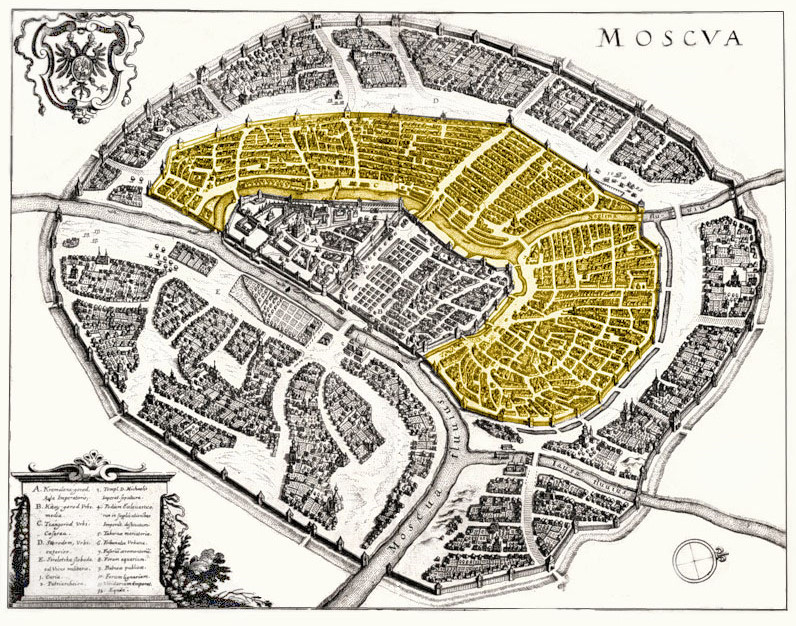
Il Belyj Gorod

Belyj Gorod (in russo Бе́лый го́род?, letteralmente "Città Bianca") è l'area centrale della città di Mosca, in Russia.
Il nome deriva dal colore delle mura difensive, che vennero innalzato fra il 1585 e il 1593, per ordine dello zar Fëdor I e di Boris Godunov, dall'architetto Fjodor Kon. 
Il Belyj Gorod aveva 28 torri e 11 porte, i cui nomi sono ancora in parte mantenuti nei nomi delle piazze e dei viali, nello specifico: Arbatskaja Ploščad, Nikitskij bul'var, Tverskoj bul'var, Petrovskij bul'var, Sretenskij bul'var, Mjasnickich Vorot Ploščad, Pokrovskij bul'var, Jauzskij bul'var. La lunghezza delle mura era di 10 km, la larghezza fino a 4,5 metri. Le mura erano merlate, come le mura del Cremlino e le feritoie permettevano di mantenere un fuoco continuo.
Durante il regno di Caterina la Grande e del nipote Alessandro I, le mura vennero demolite e sostituite da una serie di viali noti come Anello dei Boulevard.